# Gundelsheim (Bamberg)
Gundelsheim é um município da Alemanha, no distrito de Bamberg, na região administrativa da Alta Francónia, estado de Baviera.